# Euronews (azienda)
Euronews SA (precedentemente EuronewsNBC) è un gruppo editoriale belga con sede a Bruxelles. Dal luglio 2022 la proprietà del canale televisivo è di Alpac Capital, una società portoghese di gestione degli investimenti con sede a Lisbona.

## Storia
Fino al 2008 la società di gestione dell'emittente televisiva fu «SOCEMIE» (Societé Opératrice de la Chaîne Européenne Multilingue d'Information Euronews). Il 19 dicembre 2008 è stata fusa con il consorzio «SECEMIE» (Société éditrice de la chaîne multilingue d'information Euronews), entrambe di diritto francese. Dalla fusione delle due entità giuridiche è nata Euronews SA.
Dal 2011 l'amministratore delegato è Michael Peters.
Il 28 febbraio 2015 il magnate egiziano Naguib Sawiris ha rilevato il 53% del capitale di Euronews SA. Il restante 47% del capitale è rimasto di proprietà di 19 emittenti pubbliche di tutta Europa e 3 in Africa: 
- RTBF
- BHRT
- CYBC
- ČT
- YLE
- France Télévisions
- RTÉ
- Rai
- PBS
- TMC
- RTP
- TVR
- VGTRK
- RTV Slovenija
- TV4
- SRG SSR
- NTU
- Entreprise nationale de télévision
- Établissement de la Radiodiffusion-Télévision Tunisienne
- Société nationale de radiodiffusion et de télévision

Il 15 febbraio 2017 la compagnia statunitense NBCUniversal ha acquisito il 25% del capitale della tv europea. Dopo l'operazione, la proprietà di Euronews è così suddivisa:
- Media Globe Networks (Naguib Sawiris): 53%;
- NBCUniversal: 25%;
- Emittenti pubbliche europee: 22%.

### Dopo NBC
Media Globe Networks (MGN) ha aumentato le quote societarie di Euronews SA, passando dal 63% all'88%, grazie all’accordo raggiunto con NBC nell’aprile 2020 per l’acquisizione della quota del 25% da loro detenuta. La restante quota del 12% continuerà ad essere detenuta da azionisti pubblici (emittenti pubbliche e autorità locali).